# گرالداین ویسونافن
گرالداین ویسونافن (انگلیسی: Geraldine Viswanathan؛ زادهٔ ۲۰ ژوئن ۱۹۹۵) بازیگر اهل استرالیا است که اصالتی هندی دارد. وی از سال ۲۰۱۴ میلادی تاکنون مشغول فعالیت بوده‌است و در چند فیلم سینمایی ایفای نقش کرده.
از فیلم‌ها یا برنامه‌های تلویزیونی که وی در آن نقش داشته‌است می‌توان به بازدارندگان، آموزش بد اشاره کرد.